# Radio Centraal
Radio Centraal ist ein belgischer „Untergrund“-Radiosender im alten Stadtzentrum von Antwerpen.

## Geschichte
Radio Centraal begann am 31. Oktober 1980 auf 103,9 FM zu senden und war seinerzeit einer der ersten Piratensender, die im ganzen Land als Protest gegen das Sendemonopol der nationalen staatlichen Netzwerke entstanden. Es war immer und ist immer noch ein unabhängiges Radioprojekt mit vielen experimentellen Programmen und Nischenmusik. Der Sender ist heute als gemeinnützige Organisation strukturiert. Die Mitwirkenden sind alle Freiwillige, und alle On-Air-Talente finanzieren die Investitionen und decken die laufenden Kosten des Projekts. Auf diese Weise kann Radio Centraal unabhängig von lokalen Regierungen oder kommerziellen Sponsoren bleiben. Die meisten Programme sind auf Niederländisch, aber es gibt auch viele Sendungen in Englisch und anderen Sprachen. Der Sender bietet eine Startplattform für aufstrebende, ehrgeizige und kreative Radiomacher, die die Möglichkeit haben, in Klang, Redaktion, Musik, Reportage und Sprache zu experimentieren. Einige von ihnen haben Karriere in den belgischen nationalen Medien gemacht. Ursprüngliche Gründermitglieder wie Jan Balliauw und Stefan Blommaert arbeiten jetzt beim VRT-Fernsehen als internationale Korrespondenten.
Der Sender hat über die Jahre viele kulturelle Aktivitäten, Partys und „Kunst“-Radioprojekte im Stadtzentrum organisiert und unterstützt.